# Shalton Arzú
Shalton Alberto González Arzú (Trujillo, Honduras, 17 de diciembre de 1995) es un futbolista hondureño. Juega de centrocampista y su equipo actual es el Olancho F. C. de la Liga Nacional de Honduras.

## Clubes
| Club                      | País     | Año       |
| ------------------------- | -------- | --------- |
| C. D. Real Sociedad       | Honduras | 2015      |
| C. D. Social Sol (cesión) | Honduras | 2015-2016 |
| C. D. Real Sociedad       | Honduras | 2016      |
| Deportes Savio F. C.      | Honduras | 2017-2018 |
| C. D. Real Sociedad       | Honduras | 2019-2020 |
| Wagiya S. C.              | Belice   | 2020      |
| Atlético Pinares          | Honduras | 2021      |
| Olancho F. C.             | Honduras | 2021-2023 |
| C. D. Real Sociedad       | Honduras | 2023-     |

## Palmarés

### Campeonatos nacionales
| Título                    | Club          | País     | Año  |
| ------------------------- | ------------- | -------- | ---- |
| Torneo Apertura (Ascenso) | Olancho F. C. | Honduras | 2021 |
| Torneo Clausura (Ascenso) | Olancho F. C. | Honduras | 2022 |